# Muhlenbergia frondosa
Muhlenbergia frondosa är en gräsart som först beskrevs av Jean Louis Marie Poiret, och fick sitt nu gällande namn av Merritt Lyndon Fernald. Muhlenbergia frondosa ingår i släktet muhlygräs, och familjen gräs. Inga underarter finns listade i Catalogue of Life.